# ريجنالد مارش
ريجنالد مارش (بالإنجليزية: Reginald Marsh)‏ هو ممثل بريطاني (وحمل سابقاً جنسية المملكة المتحدة لبريطانيا العظمى وأيرلندا)، ولد في 17 سبتمبر 1926 بلندن في المملكة المتحدة، وتوفي في 9 فبراير 2001 في المملكة المتحدة.

## وصلات خارجية
- ريجنالد مارش على موقع IMDb (الإنجليزية)
- ريجنالد مارش على موقع إن إن دي بي (الإنجليزية)
- ريجنالد مارش على موقع قاعدة بيانات الفيلم (الإنجليزية)